# 裸頭新熱䲁
裸頭新熱䲁（學名：Neoclinus nudiceps），為條鰭魚綱䲁形目煙管䲁科新熱䲁屬的一個種，分布於西北太平洋日本海域，深度7至9公尺，本魚體延長，眼上眶具有觸鬚，背鰭硬棘21-23枚、背鰭軟條17-18枚、臀鰭硬棘2枚、臀鰭軟條26-28枚，體長可達4.6公分，棲息在潮間帶岩礁區，通常躲在岩洞中，以小型無脊椎動物或浮游動物為食，雌魚產附著性卵，雄魚會守護卵，生活習性不明。